# Бокаревка
Бо́каревка (рос. Бокаревка) — присілок (колишнє селище) у складі Ішимського району Тюменської області, Росія.
Населення — 296 осіб (2010, 342 у 2002).
Національний склад станом на 2002 рік:
- росіяни — 81 %